# Xã Spring Creek, Quận Phillips, Arkansas
Xã Spring Creek (tiếng Anh: Spring Creek Township) là một xã thuộc quận Phillips, tiểu bang Arkansas, Hoa Kỳ. Năm 2010, dân số của xã này là 1.789 người.